# Mabini (Dávao de Oro)
Mabini es un municipio filipino de segunda categoría, situado en la parte sudeste de la isla de Mindanao. Forma parte de la provincia de Dávao de Oro situada en la Región Administrativa de Región de Dávao en cebuano Rehiyon sa Davao, también denominada Región XI. Para las elecciones está encuadrado en el Segundo Distrito Electoral.

## Barangayes
El municipio de Mabini se divide, a los efectos administrativos, en 11 barangayes o barrios, conforme a la siguiente relación:
| - Cadunan - Pindasán (Panibasan) - Cuambog (Población) - Tagnanan (Mampising) | - Anitapan - Cabuyúan - Del Pilar - Libodon | - Valle Dorado (Maraut) - Pangibiran - San Antonio |

## Historia
El actual territorio de la provincia de Dávao de Oro fue parte de la provincia de Caraga durante la mayor parte de la Capitanía General de Filipinas (1520-1898).
A principios del siglo XX la isla de Mindanao se hallaba dividida en siete distritos o provincias.
Su nombre oficial data del  12 de junio de 1954 y se llevó a cabo en recuerdo del cerebro de la revolución filipina Apolinario Mabini.
El 20 de junio de 1957 se crean tres nuevos barrios: los sitios de Panibasán y Andili forman el nuevo barrio de Panibasán; los de los sitios de Cadunán, Anislagán, Malabatuán y Lapinigán forman el de Cadunán; mientras que los sitios de Tangnanán, Mampising y Tagbalabao forman el barrio de Tangnanán.
Hasta 1988 Dávao de Oro formaba parte de la provincia de Dávao del Norte.